# Nieftiekamsk
Nieftiekamsk (ros. Нефтекамск, baszk. Нефтекама, Neftekama) – miasto w Rosji, w Baszkirii, nad Biełą, czwarte co do wielkości w tej republice.
Powstało dzięki odkryciu złóż ropy naftowej. Prawa miejskie Nieftiekamskowi nadano w 1963.

## Przemysł
- NefAZ – przedsiębiorstwo produkujące autobusy
- NKMZ (ros. Нефтекамский машиностроительный завод) – przedsiębiorstwo produkujące maszyny przemysłowe

## Religia
Miasto jest stolicą eparchii nieftiekamskiej.

## Sport
- Toros Nieftiekamsk – klub hokejowy